# تشارلز أغسطس بريغز
تشارلز أغسطس بريغز (بالإنجليزية: Charles Augustus Briggs)‏ هو عالم عقيدة أمريكي، ولد في 15 يناير 1841 في نيويورك في الولايات المتحدة، وتوفي بنفس المكان في 8 يونيو 1913.

## وصلات خارجية
- تشارلز أغسطس بريغز على موقع الموسوعة البريطانية (الإنجليزية)